# Jamais-vu
Das Jamais-vu-Erlebnis [ʒamɛˈvy] (franz. für niemals gesehen) beschreibt das Gegenteil vom Déjà-vu-Erlebnis.
Bei diesem psychologischen Phänomen wird eine Person, ein Umstand oder ein Ort – obwohl eigentlich bekannt – als völlig fremd oder neu empfunden. Das Erlebnis findet unter ähnlichen Umständen wie das Déjà-vu-Erlebnis statt und ist von der gleichen emotionalen Irritation begleitet. Beim gesunden Menschen tritt es plötzlich oder während einer Erschöpfung auf. 
Als Begleiterscheinung von Neurosen, Psychosen, Depersonalisation sowie Derealisation oder Hirnerkrankungen, vor allem des Temporallappens, können Jamais-vu-Erlebnisse gehäuft auftreten.
Im Gegensatz zur Agnosie oder auch der illusionären Verkennung ist das Jamais-vu-Erlebnis eine temporäre Erscheinung und kann in einer nachfolgenden Reflexionsphase bewusst eingeordnet werden.